# Chevillon-sur-Huillard
Chevillon-sur-Huillard [ʃəvijɔ̃ syʁ ɥijaʁ] ist eine französische Gemeinde im Département Loiret in der Region Centre-Val de Loire. Sie gehört zum Arrondissement Montargis und zum Kanton Montargis. Chevillon-sur-Huillard hat eine Fläche von 1.934 Hektar und zählt 1.504 Einwohner (Stand: 1. Januar 2022). Die Bewohner werden Chevillonnois und Chevillonnoises genannt.
Die Gemeinde erhielt 2022 die Auszeichnung „Drei Blumen“, die vom Conseil national des villes et villages fleuris (CNVVF) im Rahmen des jährlichen Wettbewerbs der blumengeschmückten Städte und Dörfer verliehen wird.

## Geographie
Chevillon-sur-Huillard liegt etwa 54 Kilometer ostnordöstlich von Orléans an den Flüssen Huillard und Limetin. Ebenso führt der Canal d’Orléans durch die Gemeinde. Umgeben wird Chevillon-sur-Huillard von den Nachbargemeinden Saint-Maurice-sur-Fessard im Norden, Pannes und Villemandeur im Nordosten, Vimory im Osten und Südosten, Lombreuil und Thimory im Süden, Presnoy im Westen sowie Villemoutiers im Nordwesten.

## Bevölkerungsentwicklung
| Jahr                       | 1962 | 1968 | 1975 | 1982 | 1990 | 1999 | 2006 | 2018 |
| Einwohner                  | 434  | 481  | 636  | 901  | 1043 | 1143 | 1202 | 1442 |
| Quellen: Cassini und INSEE |      |      |      |      |      |      |      |      |

## Sehenswürdigkeiten
- Kirche Saint-Martin aus dem 11. Jahrhundert
- Drehbrücke Pont tournant de Courboin über den Canal d’Orléans beim Einzelhof Courboin